# Palazzo Donn’Anna (Nápoly)
A Palazzo Donn’Anna egy palota Nápolyban, a posillipói part mentén, a mergellinai kikötőtől nyugatra.

## Története
A mai épület helyén már a középkorban is palota állt, amely feltehetően a 15. században épült Dragonetto Bonifacio megbízásából. Mivel a „Szirének szikláján” épült, Villa Sirena néven volt ismert. Úgy tartják, hogy az épület számos gyilkosságnak, orgiának és más alattomos tettnek volt színhelye. Ezekhez köze volt I. Johanna (1326-1382) királynőnek, valamint II. Johannának (1373-1435) is.
A palota többször is gazdát cserélt, míg 1630-ban Anna Carafa stiglianói hercegkisasszony örökölte, aki 1636-ban Ramiro Guzman nápolyi alkirály felesége lett. Őróla kapta a Palazzo Donn’Anna nevet az új palota, amelyet 1642-ben Cosimo Fanzago épített Anna számára a korábbi épület átalakításával. Fanzago nem fejezhette be az építkezést Anna hirtelen bekövetkezett halála miatt, így a befejezetlen palota romlásnak indult és elmerült a környék római romjai között.

## Leírása
Barokk mestermű, a posillipói partszakasz (Nápoly I. kerülete) egyik legszembetűnőbb épülete.
A tengerpartra néz, a Villa Hamilton romjaira. (Ez utóbbit Sir William Hamilton, a brit korona nápolyi nagykövete építette, akinek felesége, Lady Emma, a nápolyi udvari élet egyik legbefolyásosabb tagja volt.)